# Protogygia polingi
Protogygia polingi là một loài bướm đêm trong họ Noctuidae.